# Romi Rain
Romi Rain, pseudonimo di Nicole Lynn Torino (Boston, 12 gennaio 1988), è un'attrice pornografica e imprenditrice statunitense.

## Biografia
Nata a Boston in una famiglia di origine italiana, prima di avviare la sua carriera di intrattrenitrice per adulti intraprese vari lavori, molti dei quali dopo il suo trasferimento a Los Angeles a 18 anni.
A 19 debuttò come danzatrice esotica presso vari club e nei successivi due anni iniziò anche a lavorare come webcam girl e modella di nudo; nel 2012 esordì nell'industria pornografica, inizialmente con scene tra sole donne, e poi esibendosi per Naughty America e Brazzers in scene con performer maschili.
Nel frattempo, tra il 2012 e il 2013 lavorò anche per Playboy e Penthouse.
Dopo il debutto fu ingaggiata anche per altre note case produttrici dell'industria per adulti come PornFidelity e Jules Jordan e, successivamente, Bang Bros, Evil Angel, Girlfriends Films, Blacked e altre; con una produzione DreamZone vinse nel 2016 il suo primo premio XBIZ, alla migliore scena di sesso di coppia nel film My Sinful Life.
Nel 2018 ancora XBIZ la incoronò miglior attrice dell'anno e, un anno più tardi, per lo stesso organizzatore fu aggiudicataria del premio alla miglior scena di sesso a tema commedia per Metal Massage, prodotto da Burning Angel Entertainment.
Romi Rain è fondatrice e proprietaria di un'impresa di produzione audiovisivi per l'industria dell'intrattenimento per adulti, la Torino Powered Productions, così chiamata dal suo cognome di nascita.
Nel 2019 fu una delle conduttrici degli AVN Awards.

## Riconoscimenti
- XBIZ Awards
  - 2016 – Miglior scena di sesso a tema coppie per My Sinful Life (con Riley Reid e Xander Corvus)[4].
  - 2018 – Miglior attrice dell'anno[5].
  - 2019 - Miglior scena di sesso a tema commedia per Metal Massage (con Small Hands)[6].
  - 2025 - Best Sex Scene - Virtual Reality per Palm Royale con Blake Blossom, Nicole Aniston e Ryan Driller[9]

## Filmografia parziale
- Madison’s Mad Mad Circus (2013)
- Baby Got Boobs 14 (2014)
- Laws Of Love (2014)
- Orgy Initiation of Lola (2014)
- Orgy Masters 4 (2014)
- Romi Rain Darkside (2014)
- SeXXXploitation of Romi Rain (2014)
- Brazzers House (2015)
- My Sinful Life (2015)
- Triple BJs (2015)
- Deadly Rain (2016)
- Ghostbusters XXX Parody (2016)
- In the Ass at Last (2016)
- Open Relationship (2016)
- The Switch (2016)
- Justice League XXX: An Axel Braun Parody (2017)
- MILF Fidelity (2017)
- Queen of Thrones: A XXX Parody (2017)
- Bounce 2 (2018)
- Deadpool XXX: An Axel Braun Parody (2018)
- Dark Obsession (2018)
- Death Knight Rehab: Jaheira (2018)
- Metal Massage (2018)
- Naughty Office Vol. 51 (2018)
- The Seduction of Heidi (2018)
- Xander’s World Tour (2018)
- Killer Wives (2019)
- The Motorbunny Club (2019)
- A Burlesque Story (2020)
- The Summoning (2020)